# Pont de Saint-Just-Saint-Rambert
Le pont de Saint-Just-Saint-Rambert, dit grand pont sur la Loire est un pont suspendu du département de la Loire qui franchit la Loire à Saint-Just-Saint-Rambert. Il supporte la déviation de la route départementale D 498 qui relie l’autoroute A72 à l’ouest de la commune de Bonson.
Depuis le 26 février 2021, il se nomme « pont Pascal-Clément », en hommage à Pascal Clément, qui en avait décidé la construction lorsqu'il était président du conseil départemental de la Loire,,.
L’architecture de ce pont suspendu est originale puisque les portiques supportant les câbles porteurs sont triangulaires. Les deux nappes de suspentes forment ainsi des plans inclinés au lieu d’être parallèles. Il présente par ailleurs la particularité d’être autoancré. Les massifs d’ancrage sont en effet solidarisés du tablier, ainsi une partie des efforts de traction se transforme en compression dans le tablier, réduisant significativement la taille de ces massifs.

## Histoire

### La déviation de la RD 498
La déviation de la RD 498 est un projet d’aménagement réalisé sous la maîtrise d’ouvrage du conseil général de la Loire, qui permettra de relier l’échangeur de l’aéroport sur l’autoroute A72 à la RD 498 existante entre Bonson et Saint-Marcellin-en-Forez. La RD 498 est un axe important reliant l’autoroute, le Puy-de-Dôme et la Haute-Loire.

Plan de situation

Cette nouvelle route améliore le cadre de vie des habitants et diminue les temps de parcours de 20 à 30 minutes sur le trajet considéré à 2 × 2 voies.
Le trafic reporté sur cette nouvelle route varie de 15 000 à 22 000 véhicules par jour suivant les sections, sur les 30 000 véhicules franchissant quotidiennement la Loire à Saint-Just-Saint-Rambert et à Andrézieux-Bouthéon.
La section Est reliant l’A 72 à la RD 12 à Saint-Just-sur-Loire a été mise en service en juillet 2005.
La partie centrale reliant la RD 12 à la RD 8 (Bonson) comprend le franchissement de Loire et représente 2,7 km. Elle est ouverte à la circulation depuis le 15 décembre 2008.
La section ouest, longue de 2,6 km, termine le projet entre l’échangeur de la RD  8 et l’échangeur d’extrémité sur la RD 498. Cette construction est achevée début 2011.

### 2004-2006: études
Les études de l’ouvrage sont menées de 2003 à 2006 par une équipe projet regroupant : un bureau d'études techniques, QUADRIC, un cabinet d'architecture, STRATES et une équipe d’agents de la Délégation aux Infrastructures du Conseil général de la Loire.
Les principes fondateurs du projet ont été dégagés progressivement par l’équipe projet :
- Respecter le fleuve naturel en le franchissant ainsi que ses ripisylves sans appui intermédiaire en une seule travée, permettant de préserver le biotope ;
- Oser un ouvrage emblématique marquant le franchissement du fleuve ;
- Innover en adoptant l’auto-ancrage pour économiser matériaux et moyens financiers.

Après les études préliminaires, l’assemblée départementale retient le principe d’une démarche participative pour le choix définitif de l’architecture de l’ouvrage. Deux propositions sont soumises au choix des internautes : Un pont classique, où les câbles parallèles sont portés par deux portiques de forme trapézoïdale et un pont innovant où les câbles convergent vers le sommet des deux portiques triangulaires. 84 % des internautes ont voté en faveur du pont triangle. C’est l’architecture que retient l'Assemblée départementale.

### 2006-2008: construction de l’ouvrage
Les premiers travaux de terrassements commencent en janvier 2006. La base des quatre jambes des pylônes est réalisée au cours de l’été 2006. La suite de leur élévation s’est poursuivie au 2e semestre 2006, et ils étaient prêts à recevoir les équipements de suspension en avril 2007.
De mi-août à mi-octobre 2006, les 150 premiers mètres de la charpente métallique du tablier sont assemblés sur le site. Puis les éléments de la seconde moitié de la charpente métallique ont commencé à être acheminés puis assemblés. Mi-décembre, l’ensemble de la charpente était constitué.
Le 18 décembre 2006 le tablier est poussé d’environ 40 mètres jusqu’à la rive gauche. Les deux derniers poussages, de 50 mètres puis de 30 mètres, ont eu lieu les 11 et 12 janvier 2007.
Le montage puis la mise en tension ont lieu durant l’été 2007. La chape d’étanchéité et le premier tapis d’enrobés sont réalisés en septembre - octobre 2007. Les remblais et corps de chaussée sur quelque 100 à 150 m de part et d’autre du pont, et la pose des équipements sont ensuite réalisés fin 2007.
Le pont est inauguré le 13 décembre 2008 et mis en service le 15.

## Les acteurs
| Fonction             | Fonction                | Acteur                                         |
| -------------------- | ----------------------- | ---------------------------------------------- |
| Maître d’ouvrage     | Maître d’ouvrage        | Conseil général de la Loire                    |
| Maître d’œuvre       | Maître d’œuvre          | Délégation aux Infrastructures CG 42           |
| Architecte           | Architecte              | Strates                                        |
| Conception technique | Conception technique    | Quadric                                        |
| Entreprises          | Génie civil             | Groupement GFC Construction et DV Construction |
| Entreprises          | Charpente et suspension | Baudin Chateauneuf                             |
| Études d’exécution   | Génie civil             | SECOA                                          |
| Études d’exécution   | Métal                   | Baudin Chateauneuf                             |
| Contrôles            | Études d’exécution      | Quadric                                        |
| Contrôles            | Charpente externe       | Direction de l’Ingénierie de la SNCF           |

## Description

### Caractéristiques fonctionnelles
L’ouvrage supporte une 2x2 voies. Il présente une largeur utile de 20,55 m et comprend de part et d’autre d’un terre-plein central une voie rapide de 3,0 m de large et une voie lente de 3,50 m de large.

Élévation du pont de Saint-Just-Saint-Rambert

### Culées et autoancrage
Dans les ponts suspendus, l’ensemble des efforts est transmis dans les câbles de retenue, fixés eux-mêmes dans les massifs d’ancrage de part et d’autre de l’ouvrage. Ces derniers doivent être d’une stabilité absolue tant au glissement horizontal qu’au basculement. Ceci conduit à construire des culées et des massifs d’ancrage présentant des volumes très importants.
Dans le pont de Saint-Just-Saint-Rambert, une solution originale a été retenue : les culées et le tablier sont liés de manière rigide, l’ensemble s’appuyant sur des massifs de fondation. Chaque câble transmet ainsi la composante horizontale des efforts au tablier en compression, diminuant d’autant le volume du massif d’ancrage nécessaire, qui ne supporte plus que la composante verticale.
Les câbles de retenue viennent s’ancrer dans des culées en béton armé de 7 000 t, dites "culasses", grâce à une structure en treillis bétonné. L’encastrement du tablier est assuré par une zone de transition précontrainte transversalement par onze câbles 19T15.
Les culasses reposent par l’intermédiaire de 4 x 2 appareils d’appui de 800 x 700 x 8 (16 + 5) sur des chevêtres coiffants des pieux de diamètre 1 500.

### Le tablier

#### Descriptif
Le tablier est un bipoutre en ossature mixte constitué de pièces de pont et de consoles. Il comprend trois travées continues (35 m - 200 m - 35 m).
Les pièces de pont principales, au nombre de 25 et espacées tous les 7,692 m, sont à hauteur constante entre les poutres et possèdent des consoles à hauteurs variables. Les consoles comportent en extrémité un tube métallique qui reçoit la suspente. Les pièces de pont secondaires, hautes de 1 m à l’axe, sont de hauteur variable et sont placées entre les pièces de pont principales et sur les travées
Le hourdis de 0,27 m d’épaisseur totale a été coulé sur des prédalles en béton collaborantes de 0,12 m d’épaisseur.

#### Fabrication
Les poutres ont été fabriquées en neuf tronçons chacune dans l’usine de Châteauneuf-sur-Loire, puis acheminées par  convoi routier exceptionnel jusque sur la plate-forme de montage située en rive gauche de la Loire.
La fabrication a été réalisée de manière classique en utilisant une machine à reconstituer les profilés reconstitués soudés (PRS). La principale difficulté a résidé dans la fabrication des consoles principales qui sont toutes différentes et dont les tolérances géométriques étaient très serrées au niveau du tube d’ancrage des suspentes. Leur fabrication a nécessité la mise au point d’un banc de préassemblage permettant d’ajuster précisément le tube sur l’âme de la console et de contrôler la géométrie.

#### Mise en place
L’ouvrage franchit le fleuve à une hauteur relativement faible et la Loire se divise à cet endroit en un lit mineur et un bras secondaire séparés par une île. Cette configuration a permis d’envisager, dès la conception, une méthode de montage originale pour ce type d’ouvrage : le lançage de l’ossature métallique du tablier avec un appui sur cinq palées provisoires, trois dans le lit de la Loire et deux au droit des pylônes. Un avant-bec de 20 m a en outre été utilisé pour soulager le porte-à-faux.
Après la mise en place des prédalles, la dalle a été réalisée, puis la suspension a été montée depuis le tablier. C’est la mise en tension des suspentes qui, en fin de montage, a décintré le tablier et permis de dégager les palées.

### Les pylônes

Coupe du pont

Les pylônes en V inversé ont été réalisés en béton B60. Les jambes sont de section rectangulaire inclinée à 20,5°. Cette section varie de 2,20 x 1,80 en tête à 2,20 x 3,00 au niveau des tabliers. La partie basse possède, côté intérieur, un voile complémentaire sur lequel vient prendre appui le tablier. Chaque jambe est encastrée sur une semelle reliée à sa voisine par un tirant en béton armé. Pour des raisons de dissymétrie de site, le pylône rive gauche mesure 38 m, celui de la rive droite 41 m. De même, les semelles rive gauche reposent chacune sur huit pieux Æ 1 500, alors que celles de la rive droite sont superficielles et réalisées à l’intérieur d’un batardeau.

### La suspension

#### Descriptif
Les deux câbles de suspension, longs de 305 m environ, sont constitués de 19 torons de diamètre 77,8 mm assemblés en hexagone. Ils passent sur une selle fixe, inclinée à 20,5, avant de s’épanouir en éventail pour ancrage dans les oreilles.
Les suspentes, au nombre de 25 par côté, sont des câbles mono torons de diamètre 88,6 mm gainés en PEHD. Elles ont une longueur variant de 23 m près des pylônes à 3 m à mi-travée. Les pièces d’attache hautes sont en acier moulé. L’attache basse se fait par l’intermédiaire d’un culot à vis logé à l’intérieur d’un tube soudé à l’extrémité des consoles.

#### Fabrication
Les torons multicouches (TMC) constituant les faisceaux de câbles porteurs et les suspentes ont été fabriqués suivant le procédé mis au point par Ferdinand Arnodin.
Les fils galvanisés sont d’abord conditionnés sur des bobines, lesquelles sont disposées sur les tourets de la câbleuse. Chaque couche de fils comporte six fils de plus que la précédente et est enroulée en sens inverse sur le câble. Les bobines sont donc positionnées par multiples de six sur des tourets couplés qui tournent en sens inverse les uns des autres.
Au premier passage, on peut enrouler les quatre premières couches de fils autour de l’âme du câble, soit 6, 12,18 puis 24 fils, au total 61 fils avec l’âme. Pour obtenir le diamètre voulu, le câble repasse dans la câbleuse où l’on a couplé plus de tourets de façon à réaliser des couches de 30, puis 36 fils.
La protection anticorrosion des TMC a été réalisée de manière différente sur les câbles porteurs et sur les suspentes. Pour les premiers, outre la galvanisation des fils, une protection par peinture à base de bitume a été appliquée sur la nappe en place. Pour les suspentes, les fils galvanisés ont été enduits lors de la fabrication des câbles de cire pétrolière pour boucher les vides, puis le câble a été gainé par du PEHD extrudé sous vide.

#### Mise en place

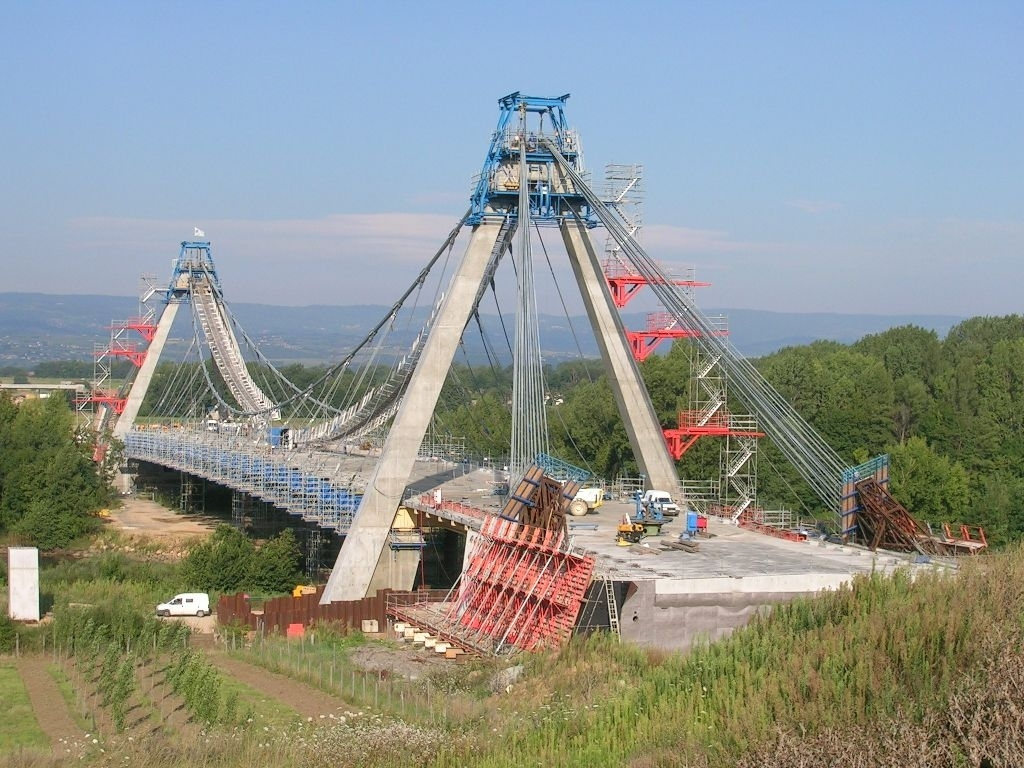
Mise en place de la suspension - août 2007

La mise en place des câbles porteurs et des selles de déviation a nécessité l’installation de plates-formes de travail en tête de pylône et d’une passerelle à câbles. Les torons ont été posés à l’aide de treuils et de chariots supportant les douilles d’ancrage. Les câbles glissaient dans une goulotte en PEHD. Leur mise en place s’est déroulée principalement de nuit pour que les diverses dilatations ne perturbent pas le réglage géométrique de la nappe.
Les deux nappes ont été mises en place verticalement avant d’être inclinées par phase lors du transfert de charge.
Les suspentes ont été positionnées à la grue depuis le tablier. Chaque pied de suspente était équipé d’un panier, permettant l’accès, et d’un matériel de vérinage pour la mise en tension et le transfert de charge. Lors de cette opération, les câbles de retenue se sont allongés et le tablier s’est raccourci. Il y a donc eu un mouvement des selles vers la travée centrale. Celles-ci ont été positionnées en conséquence au moment de la pose des câbles et elles ont donc dû être translatées par vérins avec un dispositif de glissement téflon / inox.
Après le transfert de charge, le complexe étanchéité / couche de roulement a été mis en œuvre ainsi que les superstructures. Ce supplément de charge a nécessité à nouveau une translation des selles, qui ont été immobilisées après réglage, puis la suspension a définitivement été réglée.